# Capsicum ceratocalyx
Capsicum ceratocalyx ist eine Ende 2006 beschriebene Art aus der Gattung Paprika (Capsicum) in der Familie der Nachtschattengewächse (Solanaceae). Die Art wurde bisher nur im bolivianischen Departamento La Paz gefunden.

## Beschreibung
Capsicum ceratocalyx ist ein etwa 1,5 m hoher Strauch, die jungen Triebe sind fein mit aufrecht gebogenen, einfachen Trichomen behaart, die älteren Triebe sind nahezu unbehaart. Der Sprossaufbau erfolgt sympodial, in den Verzweigungen bilden sich je zwei Blätter aus. Diese sind 2 bis 22,5 × 0,6 bis 6,5 cm groß und treten in zwei Formen auf. Der kleinere Blatttyp ähnelt dem größeren, besitzt aber nur rund 1/3 seiner Größe. Sie sind elliptisch bis umgekehrt lanzettlich, nahezu unbehaart, einige anliegende, 0,2 bis 0,3 mm kurze Trichome sind vor allem am Blattrand zu finden. Die Blattbasis ist zugespitzt und oftmals ungleichmäßig, die Blattspitze ist lang zugespitzt, der Blattrand ist leicht nach oben eingerollt. An den größten Blättern erreichen die Blattstiele eine Länge von bis zu 3 cm, in den blühenden Teilen der Pflanze sind sie meist kürzer als 8 mm.
Die Blütenstände stehen in den Achseln der Blätter des größeren Typs und bestehen aus Gruppen von sechs bis neun Blüten, von denen jedoch meist nur eine bis vier Früchte ausbildet. Die Blüten stehen an Blütenstiele, die während der Blühphase etwa 9 mm lang sind, sich während der Ausbildung der Frucht auf 19 bis 23 mm verlängern. An der Basis haben sie einen Durchmesser von etwa 1 mm, der sich gleichmäßig auf bis zu 2,2 mm am gegenüberliegenden Ende vergrößert. Auffällig ist der gerippte und geflügelte Querschnitt der Blütenstiele. Der Blütenkelch ist kelchförmig, 5 bis 5,5 mm lang, der Rand ist unterbrochen bis gewellt. Auffällig sind die fünf eingebogenen, 2 bis 2,5 cm langen, seitlich abgeflachten Anhänge des Kelches, die beinahe hornartig aussehen. Die Blütenkrone besitzt einen Durchmesser von etwa 0,5 cm, ist etwa 6 mm lang, mehr oder weniger glockenförmig bis fast kreisförmig. Die fünf stark gelappten Kronblätter sind gelb mit dunkleren grünen Flecken im Blüteninneren, die Kronröhre ist etwa 3 mm lang, die dreieckigen, zugespitzten Kronlappen sind etwa 3,5 × 1,5 mm groß, auf dem eingefalteten Rand ist papillös. Die Staubblätter befinden sich im Inneren der Krone, die tief in der Kronröhre befestigten Staubfäden sind etwa 1 mm lang, es fehlen die zwei Gewebeklappen oberhalb des Verwachsungspunktes. Die Antheren sind etwa 1,8 × 1,5 mm groß, eiförmig und öffnen sich entlang der Längsachse (longitudinal).
Die Früchte sind 1 cm große, rote, saftige, unbehaarte Beeren, die aufrecht am Blütenstiel stehen.

## Verbreitung und Habitat
Die Art ist nur aus wenigen Sammlungen aus den Wolken- und Nebelwäldern in den bolivianischen Provinzen Nor Yungas und Sud Yungas im Departamento La Paz bekannt. Die Fundorte liegen in einer Höhe von 1700 bis 2300 m.

## Systematik
Phylogenetische Untersuchungen platzieren die Art innerhalb der Gattung Capsicum in eine bolivianische Klade, in der sich ebenfalls die Arten Capsicum coccineum, Capsicum caballeroi und Capsicum minutiflorum befinden. Die Gruppe zeichnet sich vor allem durch die gelben Blüten aus, die Arten besitzen jedoch starke Unterschiede in der Struktur der Blüten, den Blütenständen und den Früchten.

## Etymologie
Das Art-Epitheton bezieht sich auf die hornartigen Anhänge des Blütenkelchs.